# Ulica Świętosławska w Poznaniu
Ulica Świętosławska – ulica w Poznaniu  na Starym Mieście, na osiedlu Stare Miasto biegnąca od południowo-wschodniego rogu Starego Rynku w kierunku południowym.  

## Nazwa
W średniowieczu nosiła nazwę Kozia, do 1919: Jesuitenstrasse, 1919–1939: Jezuicka, 1939–1945: Albrecht-Dürer-Strasse, od 1945: Świętosławska.

## Historia i obiekty

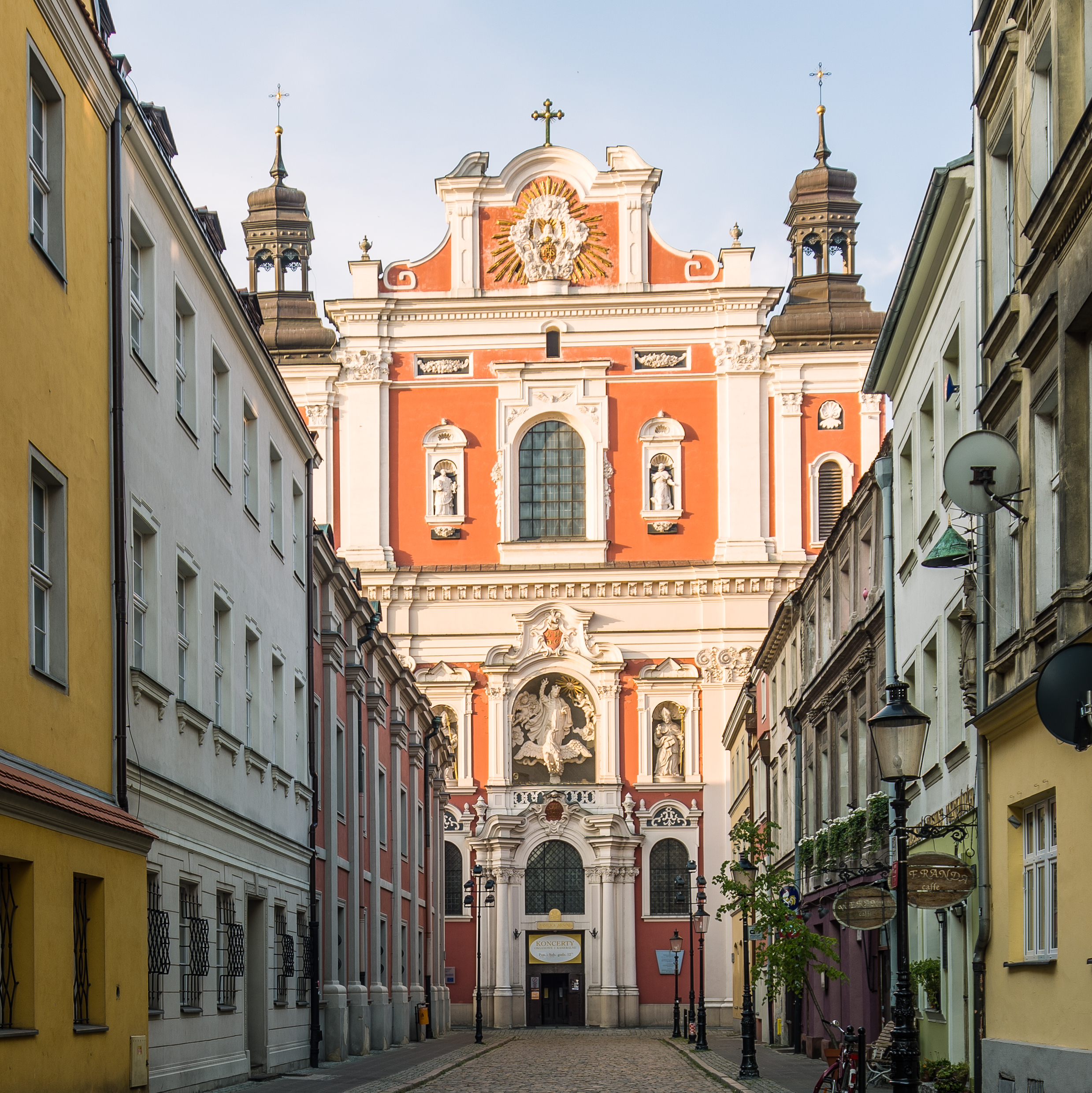
Bazylika Matki Boskiej Nieustającej Pomocy i św. Marii Magdaleny

W pobliżu Starego Rynku wschodnią pierzeję ulicy stanowi Pałac Górków, powstały w latach 1545-1549 ze spojenia kilku gotyckich kamienic, mieszczący obecnie Muzeum Archeologiczne (główne wejście znajduje się od ulicy Wodnej). W 1896 swój sklep z porcelaną, serwisami stołowymi, szkłem i sztućcami założył Wincenty Janaszek. Był to jeden z najlepiej zaopatrzonych w mieście sklepów tej branży. Obok funkcjonowała introligatornia Józefa Zimnego, kolekcjonera motyli. Jego zbiór gromadził ośmiu tysięcy owadów w czterech szafach. Zimny dysponował również dużą biblioteka entomologiczną. Obok funkcjonowała inna introligatornia, z której chętnie korzystał Zbigniew Zakrzewski. Funkcjonowała tu prywatna szkoła tańca założona przez Piotra Mikołajczaka (ur. 1867), wykształconego w Warszawie i Berlinie choreografa i działacza społecznego, aktywnego m.in. w Sokole i Klubie Wioślarskim 04. Szkołę przejął po nim syn, Bolesław (baletmistrz poznańskiej Opery). W latach 1923–1933 pod numerem 5 funkcjonowała Szkoła Sztuki Zdobniczej. Mieszkał tu jej dyrektor, Karol Zyndram-Maskowski. Wykładali w niej m.in. Szczęsny Detloff, Wiktor Gosieniecki, Józef Kostrzewski, Kazimierz Ulatowski i Marcin Rożek. Prace uczniów wyróżniono w 1925 na międzynarodowej wystawie sztuki w Paryżu. Po zachodniej stronie traktu działał przed 1939 m.in. duży zakład szklarski i sklep z dewocjonaliami Lesińskiego, nestora poznańskich szklarzy. W kamienicy nr 7 swoją siedzibę ma Towarzystwo Muzyczne im. Henryka Wieniawskiego w Poznaniu, a naprzeciw wznoszą się gmachy Szkoły Baletowej. Jej dziedziniec i schody są wzorowane na rzymskim kościele San Carlo alle Quattro Fontane. W budynku tym działał pierwszy w Poznaniu zawodowy teatr, którego enterprenerem był Wojciech Bogusławski. 15 października 1917 ulicą przeszedł (po wyjściu z fary) pochód w stulecie śmierci naczelnika Tadeusza Kościuszki.
Perspektywę ulicy od strony południowej zamyka Bazylika Matki Boskiej Nieustającej Pomocy i św. Marii Magdaleny. Według Zbigniewa Zakrzewskiego miejsce to stanowi "z całą pewnością jedno z ciekawszych w Polsce rozwiązań architektury zabytkowej śródmieścia".
Przy ulicy znajdują się wartościowe architektonicznie budynki: 
- nr 3 z XV wieku, przebudowany w latach 1802–1804, 1871, odbudowany w latach 1959–1960,
- nr 4 z około 1804, przebudowany w 1882, odbudowany w 1961,
- nr 6 z początku XVI wieku, rozbudowany w 1736, przebudowany w 1870 i 1902, odbudowany w latach 1974–1976,
- nr 7 z początku XVI wieku, przebudowany w latach 1796 i 1882, odbudowany w latach 1974–1976,
- nr 8 z XVI wieku, przebudowany w XVIII wieku, a także w latach 1813 i 1868,
- nr 9 z XVI wieku, przebudowany w połowie XVII wieku, a także w latach 1780–1781 i 1881 (ostatnia przebudowa według projektu Antoniego Höhne),
- nr 10 z XVI wieku, przebudowany w latach 1804 i 1857, odbudowany w 1964,
- nr 11 z około 1804, przebudowany w latach 1867–1869,
- nr 12 z XV wieku, przebudowany w latach 1835 i 1875–1877, odbudowany w 1949[11].

## Galeria

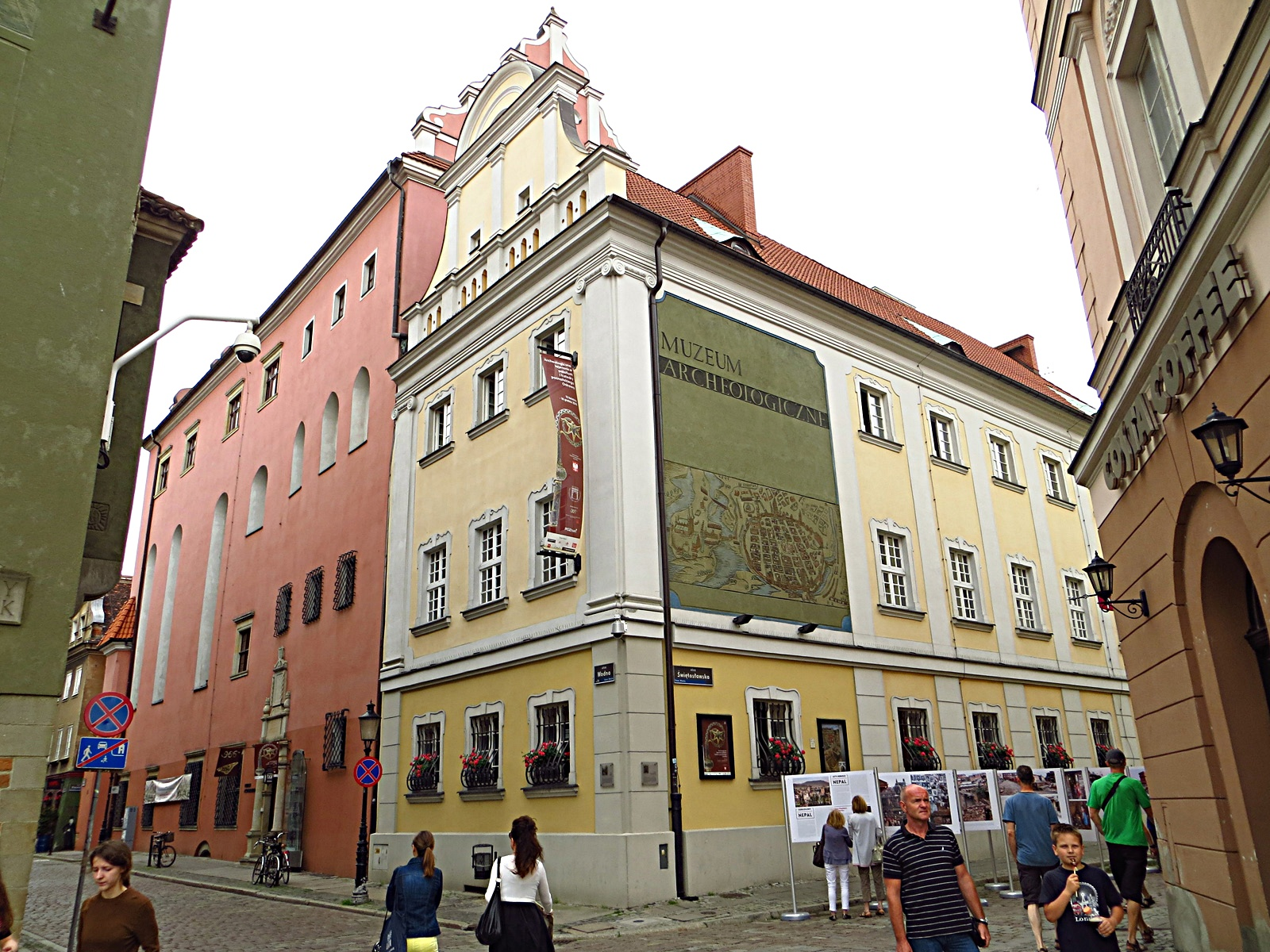
Pałac Górków i ulica Świętosławska po prawej
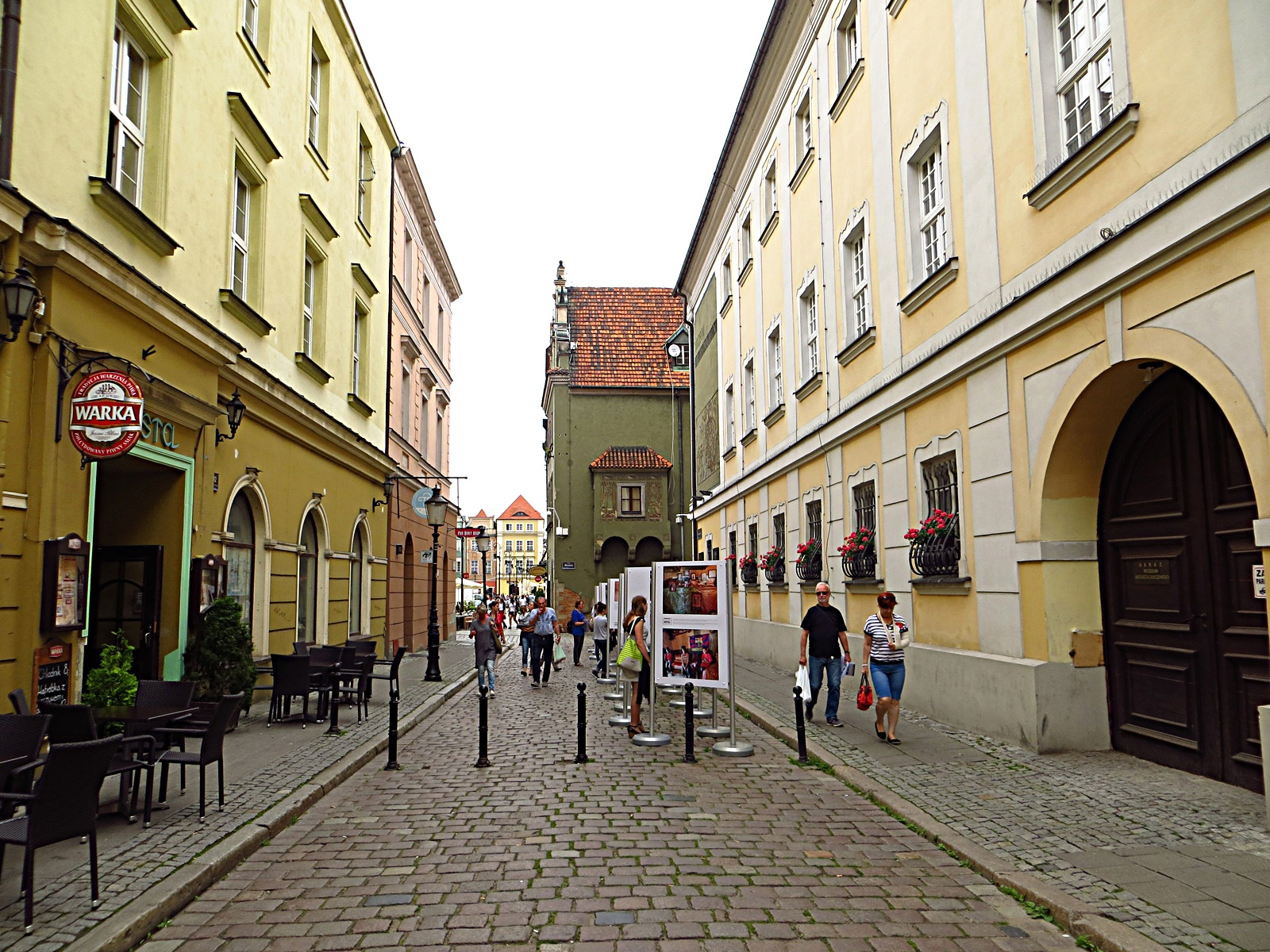
Widok w stronę Starego Rynku i ul. Wodnej (po prawej)
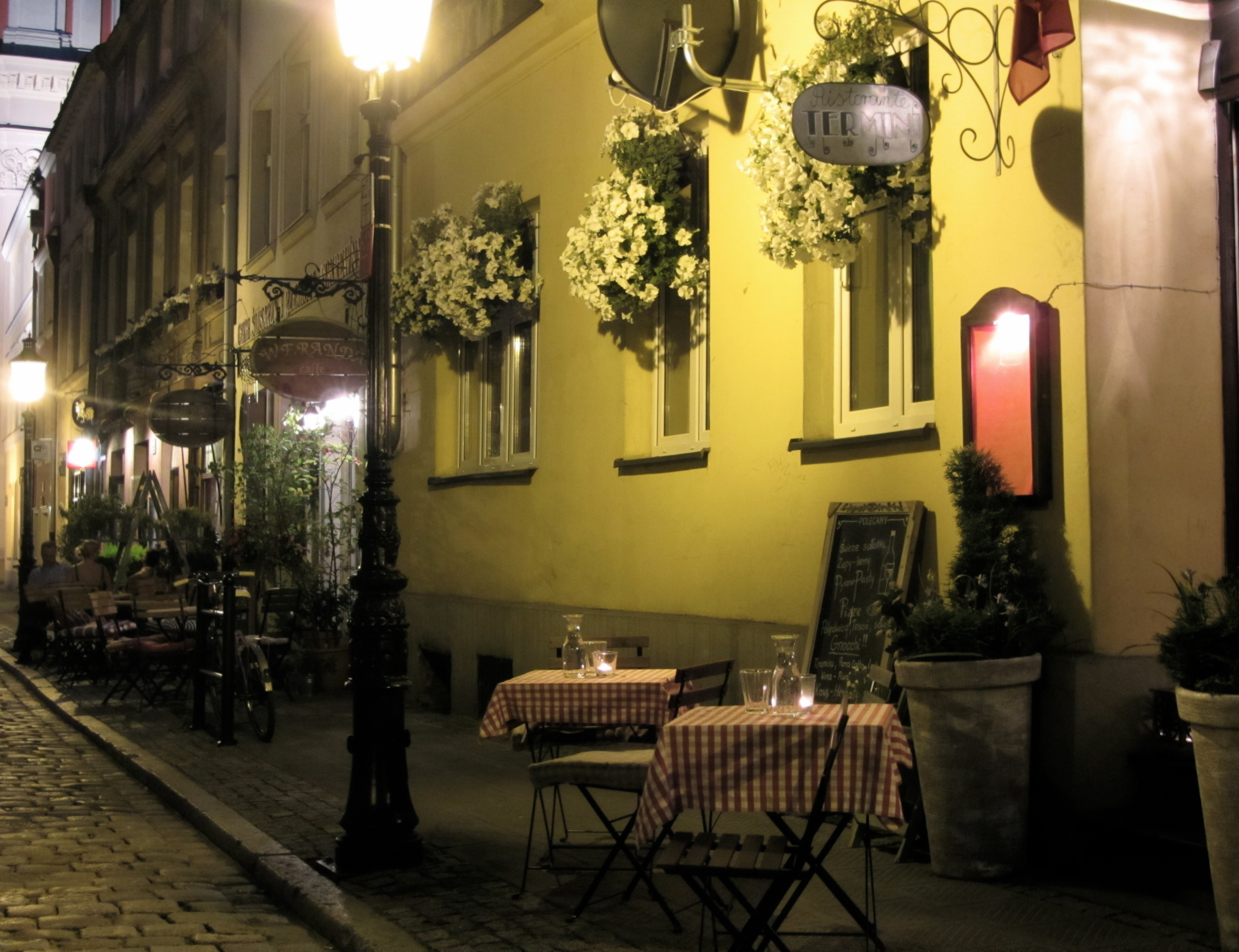
Liczne przy ulicy kawiarnie
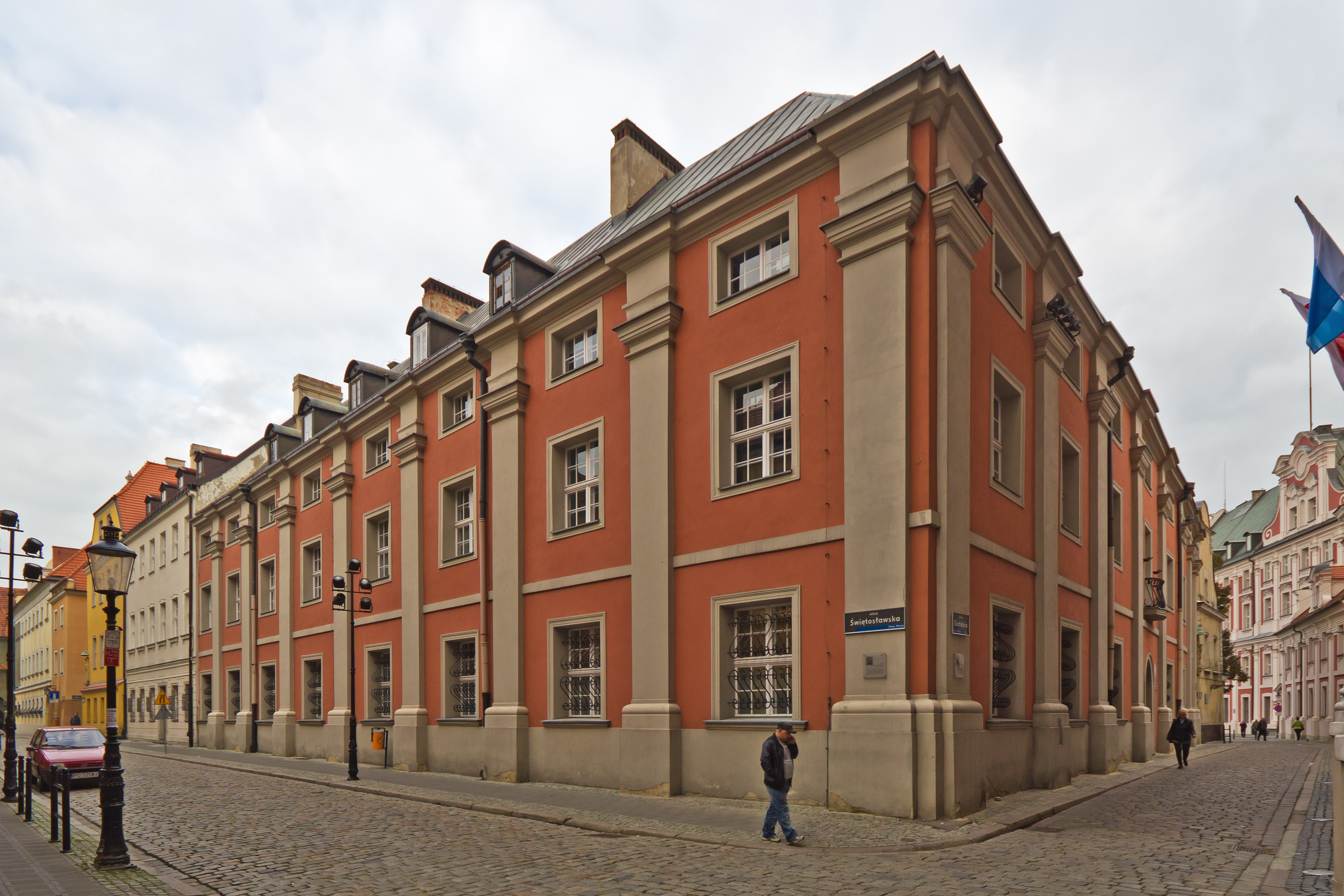
Szkoła Baletowa (ulica Świętosławska po lewej)